# Armando Merodio
Armando Merodio Pesquera (Barcellona, 23 agosto 1935 – Bilbao, 21 giugno 2018) è stato un calciatore spagnolo, di ruolo attaccante.

## Carriera

### Club
Dopo aver esordito in prima squadra con il Barakaldo, passa all'Athletic Bilbao, debuttando in Primera División spagnola nella stagione 1955-56, nella partita Athletic Bilbao-Atlético Madrid 2-1 dell'11 marzo 1956. Con i Rojiblancos  trascorse 8 stagioni in cui giocò più di 100 partite, vincendo un campionato e due coppe del Re.
Nel 1963 viene ceduto al Real Murcia, con cui disputa altre due stagioni nel massimo campionato spagnolo, e nel 1965 pasa al Recreativo Huelva. Conclude la carriera con l'Indautxu.

## Palmarès

### Competizioni nazionali
- Campionato spagnolo: 1

Athletic Bilbao: 1955-1956
- Coppa di Spagna: 2

Athletic Bilbao: 1956, 1958